# Huaibei
Huaibei (淮北 em chinês) é uma cidade da província de Anhui, na China. Localiza-se nas margens do rio Huai. Tem cerca de 808 mil habitantes. É uma cidade industrial, junto a zona carbonífera.